# エヌケービー
株式会社エヌケービー (NKB inc.) は東京都千代田区有楽町に本社を置く広告代理店。交通広告を主体とする。旧社名は交通文化事業株式会社。

## 概要
財団法人「日本交通文化協会」を運営するための事業会社として設立され1948年の創業以来60年以上の歴史を持つ。
交通広告の業界におけるサインボードの取り扱いが同社の主な事業であり、先駆けてネットワークサインボード事業化を行った。

## 沿革
1948年2月に、東急グループ五島慶太や阪急グループ小林一三氏ら鉄道業界の大立者との交流が深く、鉄道旬刊誌などを主宰していた瀧冨士太郎（1903-1975）が「交通文化事業株式会社」を創立し、代表取締役専務に就任、代表取締役社長に日本交通公社会長の新井堯爾（元運輸政務次官）を迎える。同年9月に公益財団法人日本交通文化協会も設立する。
1949年、事務所を有楽町ガード下の交通クラブより交通協会ビル（千代田区丸の内3-4-1、現・新国際ビル）3階に移転し、交通広告事業の第一歩として、地下鉄の出入口にタイアップ広告を新規企画し掲出。
1950年、日本交通文化協会が国鉄利用者のために寄贈した木製ベンチに看板を取り付け、広告の新媒体として開発。
1958年、帝都高速度交通営団の指定広告代理店となる。鉄道施設を媒体とした広告で成功。
1975年に瀧冨士太郎の交通事故死により、嗣子の瀧久雄（東工大卒業後、三菱金属鉱業を経て1967年入社）が跡を継ぎ、代表取締役専務に就任、社長に片桐典徳京浜急行社長を迎える。
1977年、100%出資子会社「株式会社NKBエージェンシー」設立。
1983年に社名を株式会社NKBに変更。1985年には久雄が社長就任。
1987年、NTT・電通・ぴあ・テルウェル（財団法人電気通信共済会）との合弁会社「NTTメディアスコープ」設立。
1988年、韓国進出。
1997年、100%出資子会社「株式会社横浜NKB」設立。
2000年、飲食店検索サイト事業（1996年開設）を分社し、「株式会社ぐるなび」設立。同年、株式会社弘済出版社（現・交通新聞社）との共同出資で「株式会社トラベルサイト」設立。
2002年、囲碁対局サイト事業を分社し（囲碁は滝久雄の趣味）、「株式会社パンダネット」（代表・滝裕子、久雄の妻）設立、結婚式場検索サイト事業を分社し、「ジョイジョイ株式会社」設立。
2005年、ネット広告営業部門を設立。同年、会社分割により持株会社「株式会社NKBホールディングス」体制へ移行。
2007年、「Let’s Enjoy TOKYO」 事業を「株式会社インターネットなび東京」へ移行。
2011年、滝久雄が取締役会長・創業者となり、八木澤昌二が代表取締役社長に就任。
2014年、福島空港に公益財団法人日本交通文化協会の通算500号となる陶板レリーフ「ユートピア」（原画：堀文子）を制作・設置。
2015年、八木澤昌二が取締役副会長、外谷敬之が代表取締役社長に就任。同年、子会社「株式会社横浜エヌケービー」の社名を「株式会社 NKB Y’s」に変更。また、NKB Y’sの事務所を「クイーンズタワーC 19F」へ移転。

## 本社・支社所在地
本社東京都千代田区有楽町1-1-3 東京宝塚ビル
北海道支社北海道札幌市北区北7条西4-5-1
仙台支社宮城県仙台市青葉区中央2-11-23
新潟支社新潟県新潟市中央区米山2-7-19
名古屋支社愛知県名古屋市中村区名駅4-2-25
大阪支社大阪府大阪市北区梅田3-2-14
九州支社福岡県福岡市中央区天神2-14-2

## 公益財団法人 日本交通文化協会
エヌケービー創設者である瀧冨士太郎が帝都高速度交通営団総裁の鈴木清秀（元鉄道次官）を会長に1948年9月に設立。瀧冨士基金、交通総合文化展などを主催するほか、1972年に東京駅地下中央通路大階段正面に日本で初の公共ステンドグラスを設置したのを皮切りに、全国の交通施設などにステンドグラスや陶板のパブリックアートを設置している。2015年現在の代表は、滝久雄（エヌケービー取締役会長、ぐるなび代表取締役会長）。